# Холод Каландара
«Холод Каландара» (тур. Kalandar Soğuğu) — турецкий драматический фильм 2015 года режиссёра Мустафы Кара.

## Сюжет
Главный герой мужчина средних лет по имени Мехмет, который живёт вместе со своей семьёй в горной деревушке. Мехмет надеется найти в горах серебро, чтобы оплатить долги. Он испытывает давление со стороны своей жены, которая хочет, чтобы её муж нашёл более стабильную работу.

## В ролях
- Хайдар Шишман
- Нурай Ешилараз
- Ханиф Кара
- Ибрагим Куввет
- Темель Кара

## Критика
Фильм был отправлен от Турции на премию «Оскар», но не вошёл в шортлист. На Международном кинофестивале в Хайфе в 2016 году фильм получил две награды: премию «Золотой якорь» (лучший фильм на средиземноморском конкурсе фильмов) и премию «Fedeora» от федерации кинокритиков Европы и Средиземноморья за лучший зарубежный фильм.

### Награды
- Премии в четырёх номинациях, в том числе «Лучшая мужская роль» и «Лучшая женская роль», на кинофестивале «Золотой апельсин»[6][7];
- Премия в номинации «Лучшая мужская роль», а также специальный приз жюри на кинофестивале «Asian World Film Festival»[8];
- Премия телеканала Wowow, а также премия в номинации «лучшая режиссёрская работа» на кинофестивале в Токио[9][10];
- Премии «Asia Pacific Screen awards» в номинациях «Best feature film», «Achievement in cinematography» и «Netpac and Griffith film school’s young cinema award»[4];
- Премия в номинации «Лучший игровой фильм» Казанского международного фестиваля мусульманского кино[11][12];